# 佐久間鼎
佐久間 鼎（さくま かなえ、1888年9月7日 - 1970年1月9日）は、日本の心理学者、言語学者、国語学者。

## 経歴
1888年、千葉県で生まれた。第一高等学校を経て、東京帝国大学文科大学哲学科に入学。心理学専修で学び、1913年に卒業、同大学大学院に進んで日本語のアクセントについて研究した。
1923年に欧州留学を命じられ、ドイツ留学中にベルリン大学のヴォルフガング・ケーラーのもとでゲシュタルト心理学を学んだ。1925年に帰国し、九州帝国大学の初代心理学講座担任教授に就いた。九州大学には、戦後1949年の退官まで奉職。1966年には日本学士院会員に選出された。
1952年、東洋大学教授に迎えられ、心理学、国語学を担当。1960年から1963年まで東洋大学学長を務めた。1968年からは駒澤大学教授を務めた。1970年に死去。

## 受賞・栄典
- 1963年：勲二等瑞宝章を受章[3]。
- 1965年：紫綬褒章を受章。

## 研究内容・業績
心理学者としての佐久間鼎
心理学者としては、ゲシュタルト心理学の紹介と普及に貢献したことで知られる。時間知覚と空間知覚の相互依存性を意味する「時空相待」は佐久間の造語。
言語学者としての佐久間鼎
言語学者としては、ゲシュタルト心理学、「場」の理論などに基づいて、全体としての文を重視し、現代日本語のこそあど、動詞のアスペクト、吸着語、機能による文の種別などの分析を行った。言語学者の三上章や奥田靖雄らに大きな影響を与えたことでも知られる。

## 家族・親族
- 長男：佐久間章は心理学者。
- 長女：長女は地質学者の松本達郎に嫁いだ。松本達郎の父は心理学者の松本亦太郎[4]。

## 著作

### 著書
- 『国語のアクセント』1917
- 『国語の発音とアクセント』同文館 1919
- 『日本語音声学』1929
- 『国語音声学概説』1933
- 『現代日本語の表現と語法』1936
- 『現代日本語法の研究』1940
- 『日本語の特質』育英書院 1941
- 『日本語のために』恒星社厚生閣 1942年
- 『日本語の言語理論的研究』三省堂 1943
- 『日本語学』朝日新聞社(朝日新講座) 1951
- 『日本語のかなめ』刀江書院 1955
- 『日本語の言語理論』恒星社厚生閣 1959
- 『日本的表現の言語科学』1969

### 論文
- 「リヅムの学説について」 『哲学雑誌』 第28巻 (通巻 321号 - 322号 1913)
- 「リズムの話 上 - 下 の二」 『心理研究』 第5巻 1冊 (通巻 15号 1914)、NAID 130001724936NAID 130001724913NAID 130001724871NAID 130001724842。
- 「発声と発音 (1) - (2)」 『心理研究』 第6巻 1冊 (通巻 31号、32号) - 4冊 (通巻 34号 1914)、NAID 130001724675NAID 130001724648。
- 「東西母音の比較：発声と発音(3)」『心理研究』 第6巻 2冊 (通巻 34号 1914)、NAID 130001724542。
- 「子音のいろく：発声と発音(4)」『心理研究』 第6巻 2冊 (通巻 36号 1914)、NAID 130001724480。
- 「音の結合：発声と発音(5)」 『心理研究』 第7巻 2冊 (通巻 38号 1915)、NAID 130001724339。
- 「示唆と教育」 『教育学術界』 第28巻 4号 - 6号 1914
- 「日本語のアクセントは果たして何者？ 上下」 『心理研究』 第8巻 5冊 (通巻 47号 1915) - 第9巻 1冊 (通巻 49号 1915)、NAID 130001719268NAID 130001719172。
- 「ヴュルツブルグ派の新方法 上下」 『心理研究』 第9巻 4冊 (通巻 52号) - 5冊 (通巻 53号 1916)、NAID 130001719070NAID 130001718992。
- 「国語研究の方向と音声学」 『教育芸術界』 第34巻 3号 1916
- 「国語のアクセントについて」 『国語教育』 第3巻 8号 1918 - 第4巻 4号 1919
- 「創作家と批評家」 『心理研究』 第14巻 1冊 (通巻 79号 1918)、NAID 130001727564。
- 「国字問題に関する野上説に就いて」『心理研究』 第13巻 1冊 (通巻 78号 1918)、NAID 130001727553。
- 「再び野上教授に」『心理研究』 第15巻 1冊 (通巻 85号 1919)、NAID 130001727819。
- 「言葉の調子と感情の表出 上下」 『心理研究』 第17巻 2冊 - 3冊 1920、NAID 130001728467NAID 130001728511。
- Kurt Lewin と共著 "Die Sehrichtung monokularer und binokularer Objekte bei Bewegung und das Tiefeneffektes" (運動している単眼視および両眼視対象の見えの方向と奥行き効果の成立) Psychologische Forschung, Bd. 6, 1925
- 「アクセント論について」矢田部達郎と共著『心理学研究』 第2巻 3冊 1927
- 「詩のリズムについて」『心理学研究』 第3巻 1輯 1928、NAID 130002012586。
- 「美体験の本質」 『哲学雑誌』 第500号 1928
- 「音声言語と『表情言語』-言語心理学の一考察」 『心理学研究』 第5巻 2輯 1930
- 「視空間の非等質性、非等方性」 『日本学術協会報告』 第6巻 1930
- 「基調的意識、意識の成態への序説」 『松本亦太郎博士在職25年記念 心理学及芸術の研究 上巻』 改造社 1931
- 「音声心理学と国語」 『岩波講座教育科学・第2冊』 岩波書店 1931
- 「言語の原理的考察への一途」 『言語と文学』 1931
- 「術語について」 『心理学研究』 第6巻 6輯 1931
- 「現象としての『おと』」 『心理学研究』 第7巻 4輯 1932
- 「言葉の心理について」 千葉春雄編 『最近の心理学と国語教育の問題』 厚生閣 1932
- 「音声心理学」 『国語科学講座 10』 明治書院 1933
- 「国語教育の科学的研究」「現代日本語法の自律性」 千葉春雄編 『国語教育の科学的研究』 厚生閣 1933
- 「音響心理学をめぐって」 『心理学研究』 第9巻 2輯 1934
- 「空間知覚の発生」 『日本学術協会報告』 第10巻 2号 1935
- Yoshio Takamatsu と共著 "Contribution á l'Etude Experimentale d'une Consonne Japonaise [r]" (日本語子音 [r] についての実験的研究への寄与)」 『九州帝国大学法文学部紀要』 第3巻 1935
- 「総主をもつ構文の特性」 『国語と国文学』 第13巻 10号 1936
- 「黙照体験の意義」 『九州帝国大学法文学部十周年記念哲学史学文学論文集』 岩波書店 1937
- 「言語における水準転移」 『速水博士還暦記念・心理学哲学論文集』 岩波書店 1937
- 「言語の社会心理学的考察」 『日本学術協会報告』 第12巻 3号 1937
- 「ゲシタルト心理学の将来」 『科学ペン』 第3巻 4号 1938
- 「否定的表現の意義」 『理想』 第87巻 - 88巻 1938
- 「日本語の特質」 『国語教育』 第23巻 5号 1938 - 第25巻 10号 1940
- 「現代語の表現」 『国語教育学会叢書 2. 標準語と国語教育』 岩波書店 1940
- 「大東亜共通語としての日本語」 育英書院 『国語文化』 第2巻 5号 1942
- 「敬譲の表現の言語理論的考察」 『松本博士喜寿記念 心理学新研究』 岩波書店 1943
- 「国語教育」 『現代心理学 10. 教育心理学 I 』 河出書房 1943
- 「日本語の本領とその改善方法」 日本応用心理学会 『人間科学』 第2号 1946
- 「心的飽和について」 『心理』 第1巻 2号 1948
- "The structure of the Japanese language", Bulletine of the Faculty of the Literature of Kyushu University, No. 1, 1951
- 「発語の場、話題の場、課題の場」 『国語国文』 1954年11月号
- 「一般言語学の動向」 『言語研究』 1954
- 「心理学および構造言語学における Field の概念について」 国語学会 『国語学』 第32集 1958
- 「語構成における音韻の表現価」 東洋大学国語国文学会 『文学論藻』 第13号 1959
- 「言語科学展望」 『心理学評論』 第4巻 1号 1960
- 「動作を表現する構文とその構造図式」 国語学会 『国語学』 第47集 1961
- 「日本語の体言の構文機能による系列化」 『日本学士院紀要』 第26巻 1号 1968